# Karl Vennberg
Karl Gunnar Vennberg (Blädinge, Kronoberg, 11 april 1910 – Spånga, 12 mei 1995) was een Zweeds schrijver, vertaler en criticus.

## Leven
Karl Vennberg werd als zoon van landbouwer Olof Wennberg en diens vrouw Johanna Karlsson geboren in het kerkdorp Blädinge, dat deel uitmaakt van de gemeente Alvesta in Kronobergs län (Småland). Hij ging studeren aan de Universiteit van Lund en vervolgens in Stockholm, waarna hij Noors doceerde aan de volkshogeschool van Stockholm. Vennberg trouwde in 1938 met Anna-Lisa Lindegren, de zus van de Zweedse dichter Erik Lindegren. En in 1965 hertrouwde hij met vertaler-schrijver Ingegärd Martinell. Vennberg had twee dochters, Inger Vennberg Nordmark (geboren in 1939) (priester in de Zweedse kerk) en Hanna Vennberg Tolander (geboren in 1968) (astroloog en schrijver).
Vennberg leverde in de jaren dertig en veertig bijdragen aan de Zweedse tijdschriften Horisont, BLM, Vi, Sverige-Tyskland (Zweden-Duitsland) en 40-tal. In de periode 1941-1944 was hij literatuurrecensent voor Arbetaren (Arbeiders), het dagblad van vakbond Sveriges Arbetares Centralorganisation (SAC), en droeg hij ertoe bij dat deze krant ook als cultureel orgaan werd gezien. Vennberg was daarna redacteur cultuur van, respectievelijk, de kranten Aftontidningen (1946-1947) en Aftonbladet (1957-1975). Hij werd in 1962 verkozen als lid van de Sociëteit van Negen (een prestigieuze Zweedse academie ter promotie van de Zweedse literatuur). Deze Samfundet De Nio reikt jaarlijks de naar hem vernoemde “Karl Venneberg Prijs” uit, waaraan een bedrag van 100 000 Zweedse kronen is verbonden.
Als dichter debuteerde Vennberg in 1937 met de dichtbundel Hymn och hunger (Hymnen en honger), die voornamelijk draait om christelijke motieven. Later werd hij, zowel als dichter als in zijn rol van geëngageerd criticus, een van de meest toonaangevende en invloedrijke representanten van het fyrtiotalisme. Scepsis en ironie, tijdskritiek en existentiële vragen vormen de beduidendste elementen in zijn poëzie.
Vennberg vertaalde onder meer Franz Kafka's romans Die Verwandlung en Der Process. En samen met Erik Lindegren vertaalde hij vele werken van T.S. Eliot in het Zweeds. Hij was ook jarenlang medewerker van het Zweedse Bijbelgenootschap (Bibelkommissionen).

## Werk
Vennberg debuteerde in 1937 met de gedichtenbundel Hymn och hunger. Hij brak in 1944 door met de bundel Halmfackla (Strofakkel), waarvoor hij zich had laten inspireren door de poëziestijl van TS Eliot en de levensstijl van Franz Kafka. Daarna ontwikkelde Vennberg zijn eigen stijl, die wordt gekarakteriseerd door een ingetogen ironische toon. Zijn gedichten kenmerken zich door eigentijdse analyses en het in twijfel trekken van alle kant-en-klare levensbeschouwingen en maakten van Vennberg een van de belangrijkste figuren van het fyrtiotalisme. In zijn volgende bundel, Tideräkning (Tijdtelling) (1945), verfijnde Vennberg zijn tijdskritiek en plaatste hij met scepsis en ironie existentiële kwesties in het middelpunt. Met Fiskefärd (Vistocht) uit 1949 kreeg Vennberg zijn doorbraak naar een breed publiek. Hoewel deze gedichtenbundel opnieuw het kenmerk van een sceptische houding droeg, werd hij gedomineerd door het zich aangetrokken voelen tot het idyllische en door gedichten die een religieuze mystiek uitdrukken.
De vier poëziebundels van Vennberg uit de jaren vijftig hebben een persoonlijker toets dan zijn gedichten uit de jaren veertig. Gatukorsning (Kruispunt) (1952) is de meest pessimistische en in zichzelf gekeerde, terwijl zijn gedichten in Vårövning (Lenteoefening) (1953) eenvoudiger en lichter zijn. Synfält (Gezichtsveld) uit 1954 bevat zowel een satirische tijdsbeeld uit de tijd van de Koude Oorlog, als existentiële thema's, zoals een reeks gedichten met de titel Kärlek i medelåldern (Liefde in de Middeleeuwen). In Vid det röda trädet (De rode boom) (1955) domineren de existentiële problemen. Deze bundels werden in 1960 nog opgevolgd door Tillskrift (Registratie), maar daarna zweeg de dichter Vennberg jarenlang.
Pas in 1971 keerde hij terug met Sju ord på tunnelbanan (Zeven woorden in de metro), die werd gevolgd door een reeks aanvullende poëziebundels. Deze late opleving kende een beduidend eenvoudigere stijl en hield een vernieuwing van Vennbergs schrijverschap in.

## Politieke stellingname

### Sovjet-Unie en het Derde Standpunt

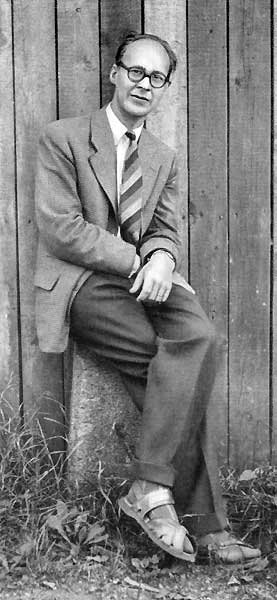
Karl Vennberg in 1960

Tijdens de Koude Oorlog vertegenwoordigde Vennberg het zogenaamde Derde Standpunt, waarmee in Zweden gepleit werd voor een neutrale stellingname tussen de twee grootmachten, de Sovjet-Unie en de Verenigde Staten, in. Hij woonde ~feestelijkheden op de ambassade van de Sovjet-Unie in Stockholm bij en prees de 'culturele structuur' van de Sovjet-Unie. In 1948 nam Vennberg in Wrocław (Polen) deel aan de oprichting van het committee van het "Wereldcongres van Intellectuelen voor de Vrede". Dit was een frontorganisatie aangestuurd door de internationale afdeling van het Centraal Comité van de Communistische Partij van de Sovjet-Unie. In 1949 organiseerde zij in Parijs opnieuw een Wereldcongres van Intellectuelen voor de Vrede, waar de Wereldvredesraad uit voortkwam. De Zweedse literatuurwetenschapper Karl Erik Lagerlöf typeerde in zijn proefschrift uit 1967, Den unge Karl Vennberg (De jonge Karl Vennberg), de attitude van Vennberg als "anti-individualistisch" en schreef onder meer dat "de ondergeschiktheid van het individu aan het geheel een belangrijk motief voor hem was in en na 1938".

### Herontwikkeling van Norrmalm
Karl Vennberg schreef in 1971 het gedicht Promenad i Hötorgscity (Wandeling in hoogbouwcity) in verband met de herontwikkeling, ofwel zwaar bekritiseerde transformatie, van de oude binnenstad van Stockholm (Norrmalm), waarbij veel hoogbouwkantoren verrezen.

### Nazi-Duitsland en fascisme
Na de dood van Vennberg werd bekend dat hij in 1936 enkele gedichten gepubliceerd had in Den Svenske Nationalsocialsten ('De Zweedse nationaalsocialist')'.' En in januari 1937 verdedigde Vennberg dat Hitler de werken van Freud opnam in de zuiveringslijst van ongewenste literatuur. In 1940 wilde hij niet tot diegenen behoren "die geloven dat al het goede uit Engeland komt en al het kwade uit Duitsland." In 1942 werkte Vennberg, samen met journalist Caleb J. Andersson, mee aan vertalingen van nazi-dichters voor het tijdschrift Sverige-Tyskland (Zweden-Duitsland).
Tegelijkertijd was Vennberg lid van de socialistische en antifascistische organisatie Clarté en beschreef hij het nazisme in zijn dagboeken als "niets anders dan het laatste redmiddel van het privékapitalisme". Bovendien heeft Vennbergs vriend Per Meurling geschreven dat Vennberg nooit "iets anders dan afkeer van het nazisme" heeft gehad. In bovengenoemd proefschrift beschrijft Karl Erik Lagerlöf het jaar 1935 als een crisisjaar voor Vennberg, een jaar waarin hij zich heen en weer getrokken voelde tussen verschillende politieke en morele probleemstellingen. Nadat hij in de zomer van 1935 een reis naar Duitsland had ondernomen, schreef Vennberg het volgende in de communistische krant Sydsvenska Kuriren:
“Het wordt steeds duidelijker dat deze geroemde volksgemeenschap niets anders is dan het triomfantelijke eenheidsfront van de bourgeoisie, aan het werk voor de Revolutionaire Oorlog. Die zware last kan de Duitse arbeidersklasse dragen.”
Vennberg nam later uit eigen beweging afstand van deze bijdrage. In de jaren negentig verklaarde hij dat deze publicatie te wijten was aan het feit dat de gedichten als camouflage zouden hebben gediend om de hulp te maskeren, die hij beweert destijds aan Sovjet-spionnen te hebben geboden; iets dat de essayisten Sigvard Lindqvist en Peter Luthersson betwijfelen. Cultuurredacteur van Aftonbladet Anders Paulrud vindt dat "enkele brieven, enkele dagboekaantekeningen, een gedicht" onvoldoende bewijs vormen om te stellen dat Karl Vennberg een Nazi zou zijn geweest.

## Prijzen en onderscheidingen
- 1949 - Boklotteriet stipendium
- 1957 - De Nios Stora-prijs
- 1959 - Boklotteriet
- 1960 - Bellman-prijs
- 1963 - De grote prijs van literatuurpromotie
- 1972 - Nordic Literatuurprijs voor Zeven woorden in de metro
- 1977 - Zweedse Radio Lyrikpris
- 1979 - Carl Emil Englund Priset voor Visa solen ditt ansikte (Laat de zon je gezicht zien)
- 1979 - De Kellgren-prijs
- 1980 - Eredoctoraat van de de Universiteit van Stockholm
- 1981 - Erik Wellander taalprijs
- 1988 - Aniarapriset
- 1993 - Östrabopriset
- 1993 - Pilotpriset
- 1994 - Gerard Bonnier prijs

## Secundaire literatuur
- Elleström, Lars (1992). Vårt hjärtas vilt lysande skrift: om Karl Vennbergs lyrik. Litteratur, teater, film (Het helder verlichte schrift van ons hart: over de poëzie van Karl Vennberg). Lund, Lund Univ. Press. ISBN 91-7966-202-1
- Johansson, Anders (2000). Poesins negativitet: en studie i Karl Vennbergs kritik och lyrik (De negativiteit van de dichter: een studie in de kritiek en de poëzie van Karl Vennberg). Stockholm studies in literatuurgeschiedenis, 0491-0869; 43. Stockholm: Almqvist & Wiksell International. ISBN 91-22-01865-4
  - Anders Johansson (2000) The negativity of poetry. A study of Karl Vennberg's literary criticism and poetry. Stockholm: Almqvist & Wiksell International. ISBN 91-22-01865-4 (Abstract)
- Lagerlöf, Karl Erik (1967). Den unge Karl Vennberg. (De jonge Karl Vennberg) Stockholm, Bonnier. Libris 8198167
- Lindqvist, Sigvard (1997). Karl Vennbergs kluvenhet: iakttagelser under studier och brevväxling. (De splitsing van Karl Vennberg: observaties tijdens studies en correspondentie). Jönköping, Wettern. ISBN 91-972127-1-7
- Litterär kalender (Literaire kalender). (2005) Karl. Stockholm, Norstedt. ISBN 91-1-301540-0
- Ramnefalk, Marie Louise (1974). Tre lärodiktare: studier i Harry Martinsons, Gunnar Ekelöfs en Karl Vennbergs lyrik (Drie didactische dichters: studies van Harry Martinsons, Gunnar Ekelöfs en Karl Vennbergs poëzie). Staffanstorp, Cavefors. ISBN 91-504-0369-9
- Röster om Karl Vennberg: från ABF Stockholms litteraturseminarium i mars 1990, Stockholm. (Stemmen op Karl Vennberg: van ABF Stockholms Literatuur Seminar in maart 1990, Stockholm.) Stockholm, ABF - Arbetarnas bildningsförb (Vakgroep voor onderwijs aan werknemers). ISBN 91-7448-595-4
- Vennberg, Karl Gunnar. In: Gero von Wilpert (Hrsg.): Lexikon der Weltliteratur L-Z. Deutscher Taschenbuch Verlag, München 1997, ISBN 3-423-59050-5